# Nikaragovsko jezero
Nikaragovsko jezero ali jezero Nikaragva, tudi Cocibolca ali Granada (špansko Lago de Nicaragua, tudi Lago Cocibolca, Mar Dulce, Gran Lago, Gran Lago Dulce ali Lago de Granada) je jezero v Srednji Ameriki, ki leži v istoimenskem tektonskem jarku na jugozahodu Nikaragve. S površino 8264 km² je največje jezero Srednje Amerike in največje tropsko jezero izven Afrike, 19. največje jezero na svetu (po površini) in deseto največje v Ameriki, nekoliko manjše od Jezero Titicaca. 
Napajajo ga številne manjše reke, ki se stekajo z ognjeniških vrhov v okolici, edini odtok pa je reka San Juan, ki se izliva v Karibsko morje. Območje je tektonsko zelo aktivno, s številnimi aktivnimi ognjeniki v okolici in tudi v samem jezeru; izstopa predvsem otok Ometepe, ki ga sestavlja par stratovulkanov, eden od katerih je vulkan Concepción, ki je izbruhnil več desetkrat v zadnjih 120 letih.

## Ekologija jezera
Nikaragovsko jezero, čeprav je sladkovodno jezero, ima ribe žage, tarpone in morske pse. Sprva so znanstveniki mislili, da so morski psi v jezeru endemična vrsta, nikaragovski morski pes (Carcharhinus nicaraguensis). Leta 1961 so ga po primerjavah osebkov sinonimizirali z razširjenim morskim psom (C. leucas), vrsto, znano tudi po tem, da zahaja v sladke vode drugod po svetu. Domnevali so, da so morski psi ujeti v jezeru, vendar se je to izkazalo za napačno v poznih 1960-ih, ko so odkrili, da lahko skačejo po brzicah reke San Juan - ki povezuje Nikaragovsko jezero s Karibskim morjem — skoraj kot losos. Kot dokaz teh premikov so bili morski biki, označeni v jezeru, kasneje ujeti v odprtem oceanu (in obratno), pri čemer so nekateri potrebovali le 7–11 dni, da zaključijo pot. V jezeru živijo številne druge vrste rib, vključno z najmanj 16 ciklidi, ki so endemične za celotno regijo. Nobena od teh ni strogo endemična za Nikaragovsko jezero, čeprav je Amphilophus labiatus domač samo v tem in Managovskem jezeru. Tujerodni ciklid, tilapija, se pogosto uporablja v ribogojstvu v jezeru. Zaradi velike količine odpadkov, ki jih proizvajajo, in nevarnosti vnosa bolezni, na katere avtohtone vrste rib nimajo odpornosti, so potencialno resna grožnja jezerskemu ekosistemu.
Samo jezero naj bi hkrati z bližnjim Managovskim jezerom nastalo, ko je tektonski premik zaprl zaliv Tihega oceana. Povezuje ju reka Tipitapa, ki pa ni stalen vodotok in teče le ob močnejših deževjih iz Managovskega v Nikaragovsko jezero. Morske ribe so se zlagoma prilagodile na razsoljevanje in postale sladkovodne, tako da zdaj tu živi več vrst endemnih rib, predvsem ostrižnikov. Poleg tega v jezero pogosto zaidejo veliki morski plenilci iz Karibskega morja, kot so beli morski pes, atlantski tarpon, morska žaga idr.
Največji vir sladke vode v državi, Nikaragovci imenujejo Lago Cocibolca ali Mar Dulce (dobesedno 'Sladko morje'; v španščini je 'sladka voda' agua dulce). Jezero ima precejšnje valove, ki jih poganjajo vzhodni vetrovi, ki pihajo proti zahodu do Tihega oceana. V jezeru sta Ometepe in Zapatera, ki sta oba vulkanska otoka, ter arhipelag Solentiname. Jezero slovi po občasno močnih nevihtah.
V zadnjih 37 letih je bila izražena precejšnja zaskrbljenost glede ekološkega stanja jezera Nikaragva. Leta 1981 je Ministrstvo za okolje in naravne vire (MARENA) izvedlo okoljsko presojo in ugotovilo, da je polovica vzorčenih vodnih virov resno onesnažena z odplakami. Ugotovljeno je bilo, da se dnevno v jezero spusti 32 ton surovih odplak. Industrija, ki je ob obali jezera, je dlje časa odlagala odpadne vode. Ugotovljeno je bilo, da je Pennwalt Chemical Corporation najhujši onesnaževalec. Gospodarske razmere v Nikaragvi so ovirale gradnjo čistilnih naprav po vsej državi.
Najhujša suša v državi v zadnjih 32 letih je leta 2014 prizadela jezero; vlada Nikaragve je državljanom priporočila, naj gojijo in jedo legvane namesto kokoši, da bi zmanjšali porabo vode.
Tveganje predstavljajo ognjeniki in zaenkrat sicer nerealizirani načrti za izgradnjo prekopa, ki bi prek jezera povezal Karibsko morje in Tihi ocean (kot konkurenca Panamskemu prekopu), a tudi odprl pot za vnos morske vode in najrazličnejših onesnažil.